# Federkegel
Der Federkegel, auch die Feder-Kegelschnecke (Conus pennaceus) ist eine Schnecke aus der Familie der Kegelschnecken (Gattung Conus), die im gesamten Indopazifik verbreitet ist. Sie ernährt sich überwiegend von Mollusken.

## Merkmale
Nach der Erstbeschreibung von Conus pennaceus durch Ignaz von Born ist „die kegelförmige Schale [...] mit punktierten Querlinien und zerstreuten weißlichen federförmigen Flecken bemalt. Die Schale ist kegelförmig, dicht und glatt, der Schnirkel [das Gewinde] stumpf, die unteren Gewinde [Umgänge] flach, die oberen in der Mitte pyramidenförmig erhaben, und zugespitzt, zinnoberfarbig mit rotbraunen, aus Punkten zusammengesetzten Querlinien. Die zerstreuten weißen oder weißblauen Flecken, sind federförmig.“
Das Gehäuse erreicht bei ausgewachsenen Schnecken 3,5 bis 8,8 cm Länge. Die Grundfarbe ist weiß, das Periostracum gräulich bis bräunlich gelb, dünn, durchscheinend und glatt.
Die Oberseite des weißen Fußes ist ebenso wie die weißen Fühler braun gesprenkelt. Die Fußsohle ist hell- und dunkelbraun gesprenkelt. Der weiße Sipho ist ebenfalls braun gesprenkelt und hat einen schwarzen Ring sowie eine orangerote Spitze. Das Rostrum geht distal nach beige über und hat schwärzlich-braune Querlinien.
Die mit einer Giftdrüse verbundenen Radula-Zähne haben an der Spitze einen seitlich aufgeblasenen Widerhaken und auf der Gegenseite einen noch größeren zweiten Widerhaken. Sie sind vom Widerhaken ein Drittel des Schafts entlang außen gesägt. Ein Drittel von der Basis des Zahns gerechnet sitzt am Schaft ein auffälliger Zacken. Taille und Sporn fehlen.

## Verbreitung
Der Federkegel tritt im Roten Meer und im Indischen Ozean auf, nicht jedoch an der Küste Indiens, im Pazifischen Ozean um Hawaii.

## Lebensraum
Federkegel leben unterhalb der Gezeitenzone von Korallenriffen und an der Küste des Festlands bis 50 m Tiefe auf Felsen und Sand.

## Lebenszyklus
Wie alle Kegelschnecken ist Conus pennaceus getrenntgeschlechtlich, und das Männchen begattet das Weibchen mit seinem Penis. Das Weibchen befestigt die Eipakete an eine festem Untergrund. Ein Eipaket hat etwa 60 Eikapseln mit einer Größe von 14 bis 17 mm mal 10 bis 11 mm vor den Malediven und etwa 35 Eikapseln mit einer Größe von 8,5 bis 13 mm mal 7 bis 10 mm um Hawaii. Aus den Eikapseln schlüpfen schon große, weit entwickelte Veliger-Larven, die wiederum eine Metamorphose zur Schnecke durchmachen. Eine Eikapsel enthält vor den Malediven 480-660 Eier mit einem Durchmesser von 375 bis 407 µm. Hieraus wird zurückgeschlossen, dass die pelagische Periode der Veliger etwa sieben Tage dauert.  Vor Hawaii enthält eine Eikapsel 25-250 Eier mit einem Durchmesser von 470 bis 520 µm. Die schlüpfende Veliconcha metamorphosiert innerhalb eines Tages zur fertigen Schnecke.

## Nahrung

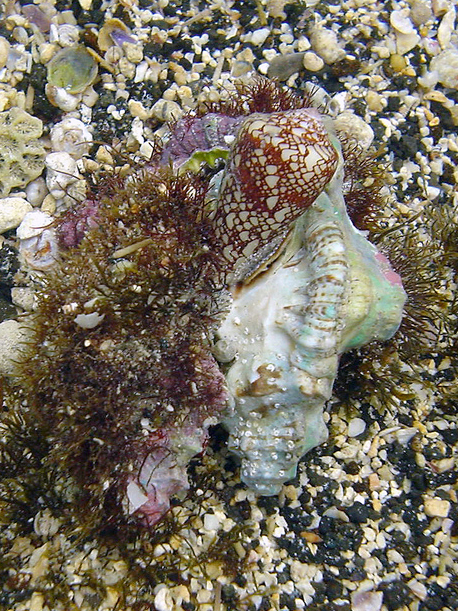
Conus pennaceus greift Tritonschnecken der Art Monoplex nicobaricus an

Conus pennaceus frisst Schnecken – sowohl Vorderkiemer als auch Hinterkiemer –, offenbar jedoch keine Kegelschnecken. Die Beute wird mit dem giftigen Harpunenzahn in den Fuß gestochen. An der Küste Mosambiks wurde beobachtet, dass Federkegel Aas fressen.

## Feinde
Zu den Feinden des Federkegels gehört der Weberkegel (Conus textile).